# Episodi di Beelzebub
Questa è la lista degli episodi dell'anime Beelzebub (べるぜバブ?, Beruzebabu). L'adattamento in anime di Beelzebub, diretto da Nobuhiro Takamoto e animato negli studios della Pierrot, è trasmesso su Yomiuri TV dal 9 gennaio 2011 al 25 marzo 2012, per un totale di 60 episodi. In Italia la serie è stata trasmessa in versione originale sottotitolata in italiano sul canale satellitare Man-ga, a cadenza settimanale, dal 5 settembre 2014. I primi 12 episodi doppiati in italiano dell'anime sono stati pubblicati su Play Yamato il 1º dicembre 2015 e trasmessi sul Man-ga dal 23 marzo all'8 giugno 2018. Il 15 ottobre 2021 Yamato Video ha annunciato il doppiaggio italiano dei restanti episodi. Quest'ultimi sono stati pubblicati sul canale Anime Generation di Prime Video dal 24 gennaio al 9 maggio 2022.

## Episodi
| Nº | Titolo italiano Giapponese 「Kanji」 - Rōmaji | In onda           | In onda          |
| Nº | Titolo italiano Giapponese 「Kanji」 - Rōmaji | Giapponese        | Italiano         |
| 1  | Ho raccolto il signore dei demoni 「魔王拾いました」 - Maō hiroimashita | 9 gennaio 2011    | 1º dicembre 2015 |
| 2  | Dite "ciao" al neonato teppista 「子連れ番長 はじめました」 - Kodure banchou hajimemashita                                                                                            | 16 gennaio 2011   | 1º dicembre 2015 |
| 3  | Ci sono dei violenti, crudeli e bastardi, qui? 「強くて凶暴なヤロー いませんか?」 - Tsuyokute kyōbōna yarō imasen ka?                                                                 | 23 gennaio 2011   | 1º dicembre 2015 |
| 4  | Un secondo all'inondazione prorompente del Signore dei Demoni 「魔王のおもらし 決壊1秒前ですが」 - Maō no omoroshi kekkai ichibyō mae desu ga                                         | 30 gennaio 2011   | 1º dicembre 2015 |
| 5  | Il denaro può comprare qualsiasi cosa 「お金でかえないものはありません」 - Okane de kaenai mono-wa arimasen                                                                           | 6 febbraio 2011   | 1º dicembre 2015 |
| 6  | Giocattoli dal mondo demoniaco in arrivo 「魔界のおもちゃ 届きました」 - Makai no Omocha TodokimashitaGiochiamo al dottore 「お医者さんごっこしました」 - Oisha-san-gokko Shimashita  | 13 febbraio 2011  | 1º dicembre 2015 |
| 7  | Il principe dei demoni farà il suo debutto al parco 「魔王も公園デビューします」 - Maō mo kōen debyū shimasu                                                                          | 20 febbraio 2011  | 1º dicembre 2015 |
| 8  | Ci incontriamo di nuovo 「また 出会いました」 - Mata deaimashita | 27 febbraio 2011  | 1º dicembre 2015 |
| 9  | L'amore è un inganno 「恋はハリケーンです」 - Koi wa harikēndesu | 6 marzo 2011      | 1º dicembre 2015 |
| 10 | Ho acquisito un discepolo 「弟子ができました」 - Deshi ga dekimashita | 27 marzo 2011     | 1º dicembre 2015 |
| 11 | C'era qualcosa che i soldi non potevano comprare 「金で買えないもの、ありました」 - Kane de kaenai mono, arimashita                                                                   | 3 aprile 2011     | 1º dicembre 2015 |
| 12 | Questa notte non ti lascio dormire 「金で買えないもの、ありました」 - Konya wa neka semasen                                                                                           | 10 aprile 2011    | 1º dicembre 2015 |
| 13 | Il test di valutazione di Baby Beel 「ベル坊 実力テストです」 - Beru bō Jitsuryoku TesutodesuHilda: caro Signore dei Demoni 「ヒルダ 拝啓大魔王様」 - Hiruda haikei daimaō-sama       | 17 aprile 2011    | 24 gennaio 2022  |
| 14 | Ce l'hai una mossa speciale? 「必殺技、ありますか?」 - Hissatsu waza, arimasuka? | 24 aprile 2011    | 24 gennaio 2022  |
| 15 | Il delinquente in costume da bagno 「不良が水着に着替えました」 - Furyō ga mizugi ni kigaemashita                                                                                     | 1º maggio 2011    | 24 gennaio 2022  |
| 16 | Non fai proprio schifo come uomo 「なかなか男じゃないですか」 - Nakanaka otoko janaidesu ka                                                                                           | 8 maggio 2011     | 31 gennaio 2022  |
| 17 | Vi piacciono i compiti estivi del mondo dei demoni? 「魔界の宿題どうでしょう?」 - Makai no shukudai dōdeshou?                                                                         | 15 maggio 2011    | 31 gennaio 2022  |
| 18 | Non sono più la balia di Baby Beel! 「子連れ番長、やめました」 - Kozure banchō, yamemashita                                                                                           | 22 maggio 2011    | 31 gennaio 2022  |
| 19 | Il dottore è arrivato 「医者が来ました」 - Isha ga kimashita | 29 maggio 2011    | 7 febbraio 2022  |
| 20 | Assemblea generale 「全員集合です」 - Zenin shūgōdesu | 5 giugno 2011     | 7 febbraio 2022  |
| 21 | Chi sarà il più forte dell'Ishiyama? 「石矢魔(いしやま)最強、どっちでしょう?」 - Ishiyama saikyō, dotchi deshou?                                                                      | 12 giugno 2011    | 7 febbraio 2022  |
| 22 | Ritiro al tempio di montagna 「山ごもりです」 - Yama gomori desu | 19 giugno 2011    | 14 febbraio 2022 |
| 23 | Tutti nel mondo dei demoni 「ほんまかい」 - Honmakai | 26 giugno 2011    | 14 febbraio 2022 |
| 24 | Di ritorno dal mondo dei demoni 「ただいまかい」 - Tadaimakai | 3 luglio 2011     | 14 febbraio 2022 |
| 25 | Il nuovo trimestre è cominciato 「新学期はじまりました」 - Shin gakki hajimarimashita                                                                                                 | 10 luglio 2011    | 21 febbraio 2022 |
| 26 | Posso chiamarti fratello? 「アニキと呼んでもいいですか」 - Aniki to yonde mo iidesu ka                                                                                                | 17 luglio 2011    | 21 febbraio 2022 |
| 27 | Chiamatemi La Fanciulla Magica 「魔法少女と呼ばれて」 - Mahou shōjo to yoba rete | 24 luglio 2011    | 21 febbraio 2022 |
| 28 | Tutti a fare gli esami medici 「身体測定してみましょう」 - Shintai sokutei shite mimashou                                                                                             | 31 luglio 2011    | 28 febbraio 2022 |
| 29 | Cosa sono i Rokkisei? 「六騎聖って何ですか？」 - Rokkisei tte nandesu ka? | 7 agosto 2011     | 28 febbraio 2022 |
| 30 | Chi sono i Rokkisei? 「六騎聖は誰でしょう?」 - Rokkisei wa daredeshou? | 14 agosto 2011    | 28 febbraio 2022 |
| 31 | Nessuna conclusione è stata raggiunta 「いいえ結論に達していなかった」 - Ketchaku, tsukimasendeshita                                                                                  | 28 agosto 2011    | 7 marzo 2022     |
| 32 | Che ha fatto la nuova studentessa? 「何が新しい学生でしたか？」 - Tenkō shōjo ni nani ga okorimashita ka?                                                                             | 4 settembre 2011  | 7 marzo 2022     |
| 33 | Ci sono ferite nel passato 「過去の傷があります。」 - Kako ni kizu arimashita | 11 settembre 2011 | 7 marzo 2022     |
| 34 | La corsa frenetica delle cameriere 「ウエイトレスの必死のラッシュ」 - Meido osawagase shimasu                                                                                         | 18 settembre 2011 | 14 marzo 2022    |
| 35 | È il momento che inizi l'incontro 「と"会議を開始瞬間」 - Shiai kaishi no jikandesu                                                                                                   | 25 settembre 2011 | 14 marzo 2022    |
| 36 | Finalmente, la battaglia decisiva 「最後に、決定的な戦い！」 - Ketchaku, yatto tsukimashita                                                                                           | 2 ottobre 2011    | 14 marzo 2022    |
| 37 | Quest'uomo era un maestro 「この男は、マスターです。」 - Sono otoko, sensei deshita                                                                                                   | 9 ottobre 2011    | 21 marzo 2022    |
| 38 | La rivalità tra fratelli è cominciata! 「兄弟間の競争が始まった」 - Kyoudai-genka, hajimemashita                                                                                      | 16 ottobre 2011   | 21 marzo 2022    |
| 39 | Suo fratello è un piagnucoloso 「兄は泣き虫でした」 - Ani wa nakimushi deshita | 23 ottobre 2011   | 21 marzo 2022    |
| 40 | L'assassino non è un cliente! 「刺客は客ではありません」 - Shikyaku wa kyaku de wa arimasen                                                                                           | 30 ottobre 2011   | 28 marzo 2022    |
| 41 | Al limite! Cosa dobbiamo fare? 「限界で！あなたは何を行うことができます！」 - Zettai zetsumei! Dō shimashō?                                                                           | 6 novembre 2011   | 28 marzo 2022    |
| 42 | È tempo di allenarsi! 「列車にそれは時間！」 - Shugyō no jikan desu yo | 13 novembre 2011  | 28 marzo 2022    |
| 43 | Dov'è finito il fratellone? 「あなたの兄弟はどこでしたか？」 - Ani wa doko e kieta no deshō?                                                                                          | 20 novembre 2011  | 4 aprile 2022    |
| 44 | Devo diventare più forte! 「私は強くなる必要がある」 - Tsuyoku nara nakyaikemasen | 27 novembre 2011  | 4 aprile 2022    |
| 45 | Gioca ai videogiochi non più di un'ora al giorno 「毎日ほとんどの時間でビデオゲームをプレイ」 - Gēmu wa ichinichi ichijikan made desu                                                 | 4 dicembre 2011   | 4 aprile 2022    |
| 46 | Super Burning Combination! 「スーパーコンバインド燃焼」 - Moero, chōzetsu gattai! | 11 dicembre 2011  | 11 aprile 2022   |
| 47 | Scusate per avervi fatto aspettare 「お待たせしました」 - Omataseshimashita | 18 dicembre 2011  | 11 aprile 2022   |
| 48 | Il genitore sono io! 「オレが親です」 - Ore ga oya desu | 25 dicembre 2011  | 11 aprile 2022   |
| 49 | Beelzebub speciale anno nuovo: Beel Beel, viaggio in occidente! 「べるぜバブお正月スペシャル! ベルベル西遊記」 - Beruzebabu oshougatsu Supesharu! Beruberu saiyūki                    | 8 gennaio 2012    | 18 aprile 2022   |
| 50 | Oggi mi sento diverso 「今日私は内側に異なるよ」 - Kyō watashi wa uchigawa ni kotonaru                                                                                                | 15 gennaio 2012   | 18 aprile 2022   |
| 51 | Komainu-sama ti sta guardando 「狛犬はあなたを見ています」 - "Komainu-sama wa anata o mite imasu                                                                                      | 22 gennaio 2012   | 18 aprile 2022   |
| 52 | E poi non ci furono più delinquenti 「そしてその後は非行はなかった」 - Soshite sonogo wa hikō wa nakatta                                                                              | 29 gennaio 2012   | 25 aprile 2022   |
| 53 | La prima conquista di Baby Beel 「ベル坊はじめての征服」 - Berubou ｈajimete no ｓeifukuFuruichi si innamora 「古市恋しました」 - Furuichi koishimashita                              | 5 febbraio 2012   | 25 aprile 2022   |
| 54 | Black Baby Beel cresce 「黒ベル坊、育ちました」 - Burakku Beruboo, sodachimashita | 12 febbraio 2012  | 25 aprile 2022   |
| 55 | Ho perso la mia banana 「リーゼント、なくしちゃいました」 - Ri-zento, ｎakushi chaimashitaIl grande Signore dei Demoni è arrivato 「大魔王、来ちゃいました」 - Daimaou, kichaimashita | 19 febbraio 2012  | 2 maggio 2022    |
| 56 | Sei un traditore? 「裏切りですか」 - Uragiri desu kaQuesto è un lavoro per uomini! 「男たちの番か」 - Otoko-tachi no ban ka                                                           | 26 febbraio 2012  | 2 maggio 2022    |
| 57 | Non vuoi mangiare un Manju? 「饅頭、食べませんか？」 - Manjuu, tabemasen ka?Non vuoi andare alle terme miste? 「混浴、しませんか？」 - Konyoku shimasen ka?                           | 4 marzo 2012      | 2 maggio 2022    |
| 58 | L'Istituto Demonio apre i battenti! 「悪魔野学園、開校しました」 - Akumano Gakuen kaikou shimashita                                                                                   | 11 marzo 2012     | 9 maggio 2022    |
| 59 | Siamo i più forti 「オレたちが最強です」 - Ore-tachi ga saikyou desu | 18 marzo 2012     | 9 maggio 2022    |
| 60 | Io non dirò addio 「さよならは言いません」 - Sayonara wa iimasen | 25 marzo 2012     | 9 maggio 2022    |